# Plantilles de la Copa del Món de futbol de 1974
Plantilles oficials de les seleccions classificades per la fase final de la Copa del Món de Futbol 1974 d'Alemanya. Cada selecció podia inscriure 22 jugadors. Els equips participants foren (cliqueu sobre el país per accedir a la plantilla):
| Equips participants | Equips participants | Equips participants | Equips participants |
| ------------------- | ------------------- | ------------------- | ------------------- |
| Alemanya Occidental | Alemanya Oriental   | Austràlia           | Xile                |
| Brasil              | Escòcia             | Iugoslàvia          | Zaire               |
| Països Baixos       | Suècia              | Uruguai             | Bulgària            |
| Polònia             | Itàlia              | Argentina           | Haití               |

## Alemanya Occidental
| #    | Posició      | Nom                      | Naixement           | P. Sel.      | Club                |
| ---- | ------------ | ------------------------ | ------------------- | ------------ | ------------------- |
| 1    | Porter       | Sepp Maier               | 28 de febrer 1944   | 50           | Bayern Múnic        |
| 2    | Defensa      | Berti Vogts              | 30 de desembre 1946 | 24           | Borussia M'gladbach |
| 3    | Defensa      | Paul Breitner            | 5 de setembre 1951  | 19           | Bayern Múnic        |
| 4    | Defensa      | Hans-Georg Schwarzenbeck | 3 d'abril 1948      | 23           | Bayern Múnic        |
| 5    | Defensa      | Franz Beckenbauer        | 11 de setembre 1945 | 78           | Bayern Múnic        |
| 6    | Defensa      | Horst-Dieter Höttges     | 10 de setembre 1943 | 65           | Werder Bremen       |
| 7    | Migcampista  | Herbert Wimmer           | 9 de novembre 1944  | 23           | Borussia M'gladbach |
| 8    | Migcampista  | Bernhard Cullmann        | 1 de novembre 1949  | 12           | FC Köln             |
| 9    | Davanter     | Jürgen Grabowski         | 7 de juliol 1944    | 38           | Eintracht Frankfurt |
| 10   | Migcampista  | Günter Netzer            | 14 de setembre 1944 | 34           | Reial Madrid        |
| 11   | Davanter     | Jupp Heynckes            | 9 de maig 1945      | 28           | Borussia M'gladbach |
| 12   | Migcampista  | Wolfgang Overath         | 29 de setembre 1943 | 74           | FC Köln             |
| 13   | Davanter     | Gerd Müller              | 3 de novembre 1945  | 55           | Bayern Múnic        |
| 14   | Migcampista  | Uli Hoeneß               | 5 de gener 1952     | 23           | Bayern Múnic        |
| 15   | Migcampista  | Heinz Flohe              | 28 de gener 1948    | 14           | FC Köln             |
| 16   | Migcampista  | Rainer Bonhof            | 29 de març 1952     | 4            | Borussia M'gladbach |
| 17   | Davanter     | Bernd Hölzenbein         | 9 de març 1946      | 4            | Eintracht Frankfurt |
| 18   | Davanter     | Dieter Herzog            | 15 de juliol 1946   | 2            | Fortuna Düsseldorf  |
| 19   | Migcampista  | Jupp Kapellmann          | 19 de desembre 1949 | 3            | Bayern Múnic        |
| 20   | Defensa      | Helmut Kremers           | 24 de març 1949     | 5            | Schalke             |
| 21   | Porter       | Norbert Nigbur           | 8 de maig 1948      | 2            | Schalke             |
| 22   | Porter       | Wolfgang Kleff           | 16 de novembre 1946 | 6            | Borussia M'gladbach |
| Ent. | Helmut Schön | Helmut Schön             | Helmut Schön        | Helmut Schön | Helmut Schön        |

## Alemanya Oriental
| #    | Posició        | Nom                  | Naixement           | P. Sel.        | Club                       |
| ---- | -------------- | -------------------- | ------------------- | -------------- | -------------------------- |
| 1    | Porter         | Jürgen Croy          | 19 d'octubre 1946   | 43             | Sachsenring Zwickau        |
| 2    | Defensa        | Lothar Kurbjuweit    | 6 de novembre 1950  | 30             | Carl Zeiss Jena            |
| 3    | Defensa        | Bernd Bransch        | 24 de setembre 1944 | 52             | Carl Zeiss Jena            |
| 4    | Defensa        | Konrad Weise         | 17 d'agost 1951     | 23             | Carl Zeiss Jena            |
| 5    | Defensa        | Joachim Fritsche     | 28 d'octubre 1951   | 0              | Lokomotiv Leipzig          |
| 6    | Migcampista    | Rüdiger Schnuphase   | 23 de gener 1954    | 4              | Rot-Weiss Erfurt           |
| 7    | Migcampista    | Jürgen Pommerenke    | 22 de gener 1953    | 10             | FC Magdeburg               |
| 8    | Davanter       | Wolfram Löwe         | 14 de maig 1945     | 33             | Lokomotiv Leipzig          |
| 9    | Davanter       | Peter Ducke          | 14 d'octubre 1941   | 57             | Carl Zeiss Jena            |
| 10   | Migcampista    | Hans-Jürgen Kreische | 19 de juliol 1947   | 36             | Dynamo Dresden             |
| 11   | Davanter       | Joachim Streich      | 13 d'abril 1951     | 26             | Hansa Rostock              |
| 12   | Defensa        | Siegmar Wätzlich     | 16 de novembre 1947 | 9              | Dynamo Dresden             |
| 13   | Migcampista    | Reinhard Lauck       | 16 de setembre 1946 | 14             | Dynamo Berlin              |
| 14   | Davanter       | Jürgen Sparwasser    | 4 de juny 1948      | 28             | FC Magdeburg               |
| 15   | Davanter       | Eberhard Vogel       | 8 d'abril 1943      | 53             | Carl Zeiss Jena            |
| 16   | Migcampista    | Harald Irmscher      | 12 de febrer 1946   | 29             | Carl Zeiss Jena            |
| 17   | Migcampista    | Erich Hamann         | 27 de novembre 1944 | 1              | FC Vorwärts Frankfurt/Oder |
| 18   | Defensa        | Gerd Kische          | 23 d'octubre 1951   | 13             | Hansa Rostock              |
| 19   | Migcampista    | Wolfgang Seguin      | 14 de setembre 1945 | 13             | FC Magdeburg               |
| 20   | Davanter       | Martin Hoffmann      | 22 de març 1955     | 3              | FC Magdeburg               |
| 21   | Porter         | Wolfgang Blochwitz   | 8 de febrer 1941    | 17             | Carl Zeiss Jena            |
| 22   | Porter         | Werner Friese        | 30 de març 1946     | 0              | Lokomotiv Leipzig          |
| Ent. | Georg Buschner | Georg Buschner       | Georg Buschner      | Georg Buschner | Georg Buschner             |

## Austràlia
| #    | Posició     | Nom               | Naixement           | P. Sel.    | Club                  |
| ---- | ----------- | ----------------- | ------------------- | ---------- | --------------------- |
| 1    | Porter      | Jack Reilly       | 27 d'agost 1945     | 15         | Hakoah Melbourne      |
| 2    | Defensa     | Doug Utjesenovic  | 8 d'octubre 1946    | 19         | St George Sydney      |
| 3    | Defensa     | Peter Wilson      | 15 de setembre 1947 | 34         | Safeway United        |
| 4    | Defensa     | Manfred Schäfer   | 12 de febrer 1943   | 49         | St George Sydney      |
| 5    | Defensa     | Colin Curran      | 21 d'agost 1947     | 13         | Western Suburbs (NSW) |
| 6    | Migcampista | Ray Richards      | 18 de maig 1946     | 31         | Marconi Fairfield     |
| 7    | Migcampista | Jimmy Rooney      | 10 de desembre 1945 | 20         | APIA Leichhardt       |
| 8    | Migcampista | Jimmy Mackay      | 19 de desembre 1943 | 30         | Hakoah Sydney         |
| 9    | Migcampista | Johnny Warren     | 17 de maig 1943     | 44         | St George Sydney      |
| 10   | Davanter    | Gary Manuel       | 20 de febrer 1950   | 4          | Pan Hellenic          |
| 11   | Davanter    | Attila Abonyi     | 16 d'agost 1946     | 39         | St George Sydney      |
| 12   | Davanter    | Adrian Alston     | 6 de febrer 1949    | 34         | Safeway United        |
| 13   | Migcampista | Peter Ollerton    | 20 de maig 1951     | 4          | APIA Leichhardt       |
| 14   | Migcampista | Max Tolson        | 18 de juliol 1945   | 16         | Safeway United        |
| 15   | Defensa     | Harry Williams    | 7 de maig 1951      | 3          | St George Sydney      |
| 16   | Defensa     | Ivo Rudic         | 24 de gener 1942    | 0          | Pan Hellenic          |
| 17   | Defensa     | Dave Harding      | 14 d'agost 1946     | 1          | Pan Hellenic          |
| 18   | Migcampista | Johnny Watkiss    | 28 de març 1941     | 23         | Hakoah Sydney         |
| 19   | Migcampista | Ernie Campbell    | 20 d'octubre 1949   | 8          | Marconi Fairfield     |
| 20   | Davanter    | Branko Buljevic   | 6 de setembre 1947  | 19         | Footscray JUST        |
| 21   | Porter      | Jim Milisavljevic | 15 d'abril 1951     | 0          | Footscray JUST        |
| 22   | Porter      | Allan Maher       | 21 de juliol 1950   | 0          | Sutherland Shire      |
| Ent. | Ralé Rasic  | Ralé Rasic        | Ralé Rasic          | Ralé Rasic | Ralé Rasic            |

## Xile
| #    | Posició     | Nom               | Naixement           | P. Sel.     | Club                     |
| ---- | ----------- | ----------------- | ------------------- | ----------- | ------------------------ |
| 1    | Porter      | Leopoldo Vallejos | 16 de juliol 1944   | -           | Universidad Católica     |
| 2    | Defensa     | Rolando García    | 15 de desembre 1942 | -           | Colo Colo                |
| 3    | Defensa     | Alberto Quintano  | 26 d'abril 1946     | -           | Universidad de Chile     |
| 4    | Defensa     | Antonio Arias     | 9 d'octubre 1944    | -           | Unión Española           |
| 5    | Defensa     | Elías Figueroa    | 25 d'octubre 1946   | -           | Sport Club Internacional |
| 6    | Defensa     | Juan Rodríguez    | 16 de gener 1944    | -           | Atlético Español         |
| 7    | Davanter    | Carlos Caszely    | 5 de juliol 1950    | -           | Llevant UE               |
| 8    | Migcampista | Francisco Valdés  | 19 de març 1943     | -           | Colo Colo                |
| 9    | Davanter    | Sergio Ahumada    | 2 d'octubre 1948    | -           | Colo Colo                |
| 10   | Migcampista | Carlos Reinoso    | 7 de març 1945      | -           | América                  |
| 11   | Davanter    | Leonardo Véliz    | 3 de setembre 1945  | -           | Colo Colo                |
| 12   | Defensa     | Juan Machuca      | 7 de març 1951      | -           | Unión Española           |
| 13   | Defensa     | Rafael González   | 24 d'abril 1950     | -           | Colo Colo                |
| 14   | Migcampista | Alfonso Lara      | 27 d'abril 1946     | -           | Colo Colo                |
| 15   | Defensa     | Mario Galindo     | 10 d'agost 1951     | -           | Colo Colo                |
| 16   | Migcampista | Guillermo Páez    | 18 d'abril 1945     | -           | Colo Colo                |
| 17   | Davanter    | Guillermo Yávar   | 26 de març 1943     | -           | Unión Española           |
| 18   | Migcampista | Jorge Socías      | 6 d'octubre 1951    | -           | Universidad de Chile     |
| 19   | Migcampista | Rogelio Farías    | 13 d'agost 1949     | -           | Unión Española           |
| 20   | Davanter    | Osvaldo Castro    | 14 d'abril 1947     | -           | América                  |
| 21   | Porter      | Juan Olivares     | 20 de febrer 1941   | -           | Unión Española           |
| 22   | Porter      | Adolfo Nef        | 18 de gener 1946    | -           | Colo Colo                |
| Ent. | Luis Álamos | Luis Álamos       | Luis Álamos         | Luis Álamos | Luis Álamos              |

## Brasil
| #    | Posició       | Nom            | Naixement           | P. Sel.       | Club          |
| ---- | ------------- | -------------- | ------------------- | ------------- | ------------- |
| 1    | Porter        | Leão           | 11 de juliol 1949   | -             | Palmeiras     |
| 2    | Defensa       | Luís Pereira   | 21 de juny 1949     | -             | Palmeiras     |
| 3    | Defensa       | Marinho Peres  | 19 de març 1947     | -             | Santos FC     |
| 4    | Defensa       | Zé Maria       | 18 de maig 1949     | -             | Corinthians   |
| 5    | Migcampista   | Piazza         | 25 de febrer 1943   | -             | Cruzeiro      |
| 6    | Defensa       | Marinho Chagas | 8 de febrer 1953    | -             | Botafogo      |
| 7    | Davanter      | Jairzinho      | 25 de desembre 1944 | -             | Botafogo      |
| 8    | Davanter      | Leivinha       | 11 de setembre 1949 | -             | Palmeiras     |
| 9    | Davanter      | César          | 17 de maig 1945     | -             | Palmeiras     |
| 10   | Migcampista   | Rivelino       | 1 de gener 1946     | -             | Corinthians   |
| 11   | Migcampista   | Paulo César    | 16 de juny 1949     | -             | Flamengo      |
| 12   | Porter        | Renato         | 5 de desembre 1944  | -             | Flamengo      |
| 13   | Davanter      | Valdomiro      | 17 de febrer 1946   | -             | Internacional |
| 14   | Defensa       | Nelinho        | 26 de juliol 1950   | -             | Cruzeiro      |
| 15   | Defensa       | Alfredo        | 18 d'octubre 1946   | -             | Palmeiras     |
| 16   | Defensa       | Marco Antônio  | 6 de febrer 1951    | -             | Fluminense    |
| 17   | Migcampista   | Carpegiani     | 17 de febrer 1949   | -             | Internacional |
| 18   | Migcampista   | Ademir da Guia | 3 d'abril 1942      | -             | Palmeiras     |
| 19   | Davanter      | Mirandinha     | 26 de febrer 1952   | -             | São Paulo FC  |
| 20   | Davanter      | Edu            | 6 d'agost 1949      | -             | Santos FC     |
| 21   | Davanter      | Dirceu         | 15 de juny 1952     | -             | Botafogo      |
| 22   | Porter        | Valdir Peres   | 2 de febrer 1951    | -             | São Paulo FC  |
| Ent. | Mário Zagallo | Mário Zagallo  | Mário Zagallo       | Mário Zagallo | Mário Zagallo |

## Escòcia
| #    | Posició       | Nom             | Naixement           | P. Sel.       | Club              |
| ---- | ------------- | --------------- | ------------------- | ------------- | ----------------- |
| 1    | Porter        | David Harvey    | 7 de febrer 1948    | 7             | Leeds United      |
| 2    | Defensa       | Sandy Jardine   | 31 de desembre 1948 | 16            | Rangers           |
| 3    | Defensa       | Danny McGrain   | 1 de maig 1950      | 12            | Celtic            |
| 4    | Migcampista   | Billy Bremner   | 9 de desembre 1942  | 48            | Leeds United      |
| 5    | Defensa       | Jim Holton      | 11 d'abril 1951     | 11            | Manchester United |
| 6    | Defensa       | John Blackley   | 12 de maig 1948     | 3             | Hibernian         |
| 7    | Migcampista   | Jimmy Johnstone | 30 de setembre 1944 | 21            | Celtic            |
| 8    | Davanter      | Kenny Dalglish  | 4 de març 1951      | 19            | Celtic            |
| 9    | Davanter      | Joe Jordan      | 15 de desembre 1951 | 11            | Leeds United      |
| 10   | Migcampista   | David Hay       | 29 de gener 1948    | 24            | Celtic            |
| 11   | Davanter      | Peter Lorimer   | 14 de desembre 1946 | 14            | Leeds United      |
| 12   | Porter        | Thomson Allan   | 5 d'octubre 1946    | 2             | Dundee            |
| 13   | Porter        | Jim Stewart     | 9 de març 1954      | 0             | Kilmarnock        |
| 14   | Defensa       | Martin Buchan   | 6 de març 1949      | 13            | Manchester United |
| 15   | Migcampista   | Peter Cormack   | 17 de juliol 1946   | 9             | Liverpool         |
| 16   | Defensa       | Willie Donachie | 5 d'octubre 1951    | 11            | Manchester City   |
| 17   | Migcampista   | Donald Ford     | 25 d'octubre 1944   | 3             | Hearts            |
| 18   | Migcampista   | Tommy Hutchison | 22 de setembre 1947 | 8             | Coventry City     |
| 19   | Davanter      | Denis Law       | 24 de febrer 1940   | 54            | Manchester City   |
| 20   | Davanter      | Willie Morgan   | 2 d'octubre 1944    | 19            | Manchester United |
| 21   | Defensa       | Gordon McQueen  | 26 de juny 1952     | 1             | Leeds United      |
| 22   | Defensa       | Erich Schaedler | 6 d'agost 1949      | 1             | Hibernian         |
| Ent. | Willie Ormond | Willie Ormond   | Willie Ormond       | Willie Ormond | Willie Ormond     |

## Iugoslàvia
| #    | Posició         | Nom                 | Naixement           | P. Sel.         | Club                  |
| ---- | --------------- | ------------------- | ------------------- | --------------- | --------------------- |
| 1    | Porter          | Enver Marić         | 23 d'abril 1948     | -               | Velež Mostar          |
| 2    | Defensa         | Ivan Buljan         | 11 de desembre 1949 | -               | Hajduk Split          |
| 3    | Defensa         | Enver Hadžiabdić    | 6 de novembre 1945  | -               | FK Željezničar        |
| 4    | Defensa         | Dražen Mužinić      | 25 de gener 1953    | -               | Hajduk Split          |
| 5    | Defensa         | Josip Katalinski    | 12 de maig 1948     | -               | FK Željezničar        |
| 6    | Defensa         | Vladislav Bogićević | 7 de novembre 1950  | -               | Crvena Zvezda Belgrad |
| 7    | Migcampista     | Ilija Petković      | 22 de setembre 1945 | -               | Troyes                |
| 8    | Migcampista     | Branko Oblak        | 27 de maig 1947     | -               | Hajduk Split          |
| 9    | Davanter        | Ivica Šurjak        | 23 de març 1953     | -               | Hajduk Split          |
| 10   | Migcampista     | Jovan Aćimović      | 21 de juny 1948     | -               | Crvena Zvezda Belgrad |
| 11   | Davanter        | Dragan Džajić       | 30 de maig 1946     | -               | Crvena Zvezda Belgrad |
| 12   | Davanter        | Jurica Jerković     | 25 de febrer 1950   | -               | Hajduk Split          |
| 13   | Defensa         | Miroslav Pavlović   | 23 d'octubre 1942   | -               | Crvena Zvezda Belgrad |
| 14   | Defensa         | Luka Peruzović      | 26 de febrer 1952   | -               | Hajduk Split          |
| 15   | Defensa         | Kiril Dojčinovski   | 17 d'octubre 1943   | -               | Crvena Zvezda Belgrad |
| 16   | Migcampista     | Franjo Vladić       | 19 d'octubre 1951   | -               | Velež Mostar          |
| 17   | Davanter        | Danilo Popivoda     | 1 de maig 1947      | -               | Olimpija Ljubljana    |
| 18   | Davanter        | Stanislav Karasi    | 8 de novembre 1946  | -               | Crvena Zvezda Belgrad |
| 19   | Davanter        | Dušan Bajević       | 10 de desembre 1948 | -               | Velež Mostar          |
| 20   | Migcampista     | Vladimir Petrović   | 1 de juliol 1955    | -               | Crvena Zvezda Belgrad |
| 21   | Porter          | Ognjen Petrović     | 2 de gener 1948     | -               | Crvena Zvezda Belgrad |
| 22   | Porter          | Rizah Mešković      | 10 d'agost 1947     | -               | Hajduk Split          |
| Ent. | Miljan Miljanić | Miljan Miljanić     | Miljan Miljanić     | Miljan Miljanić | Miljan Miljanić       |

## Zaire
| #    | Posició         | Nom                  | Naixement           | P. Sel.         | Club               |
| ---- | --------------- | -------------------- | ------------------- | --------------- | ------------------ |
| 1    | Porter          | Mwamba Kazadi        | 6 de març 1947      | -               | Mazembe Lubumbashi |
| 2    | Defensa         | Ilunga Mwepu         | 22 d'agost 1949     | -               | Mazembe Lubumbashi |
| 3    | Defensa         | Mwanza Mukombo       | 17 de desembre 1945 | -               | Mazembe Lubumbashi |
| 4    | Defensa         | Tshimen Buhanga      | 4 de gener 1949     | -               | Mazembe Lubumbashi |
| 5    | Defensa         | Boba Lobilo          | 10 d'abril 1950     | -               | AS Vita Kinshasa   |
| 6    | Migcampista     | Massamba Kilasu      | 22 de desembre 1950 | -               | AS Bilima          |
| 7    | Migcampista     | Kamunda Tshinabu     | 8 de maig 1946      | -               | Mazembe Lubumbashi |
| 8    | Migcampista     | Mambwene Mana        | 10 d'octubre 1947   | -               | Imana Kinshasa     |
| 9    | Migcampista     | Uba Kembo Kembo      | 27 de desembre 1947 | -               | AS Vita Kinshasa   |
| 10   | Migcampista     | Mantantu Kidumu      | 17 de novembre 1946 | -               | Imana Kinshasa     |
| 11   | Defensa         | Babo Kabasu          | 4 de març 1950      | -               | AS Bilima          |
| 12   | Porter          | Dimbi Tubilandu      | 15 de març 1948     | -               | AS Vita Kinshasa   |
| 13   | Migcampista     | Mulamba Ndaye        | 4 de novembre 1948  | -               | AS Vita Kinshasa   |
| 14   | Davanter        | Adelard Mayanga Maku | 31 d'octubre 1948   | -               | AS Vita Kinshasa   |
| 15   | Migcampista     | Mafu Kibonge         | 12 de febrer 1945   | -               | AS Vita Kinshasa   |
| 16   | Defensa         | Mialo Mwape          | 30 de desembre 1951 | -               | Nyiki Lubumbashi   |
| 17   | Migcampista     | Kafula Ngoie         | 11 de novembre 1945 | -               | Mazembe Lubumbashi |
| 18   | Davanter        | Mafuila Mavuba       | 15 de desembre 1949 | -               | AS Vita Kinshasa   |
| 19   | Davanter        | Ekofa Mbungu         | 24 de novembre 1948 | -               | Imana Kinshasa     |
| 20   | Davanter        | Kalala Ntumba        | 7 de gener 1949     | -               | AS Vita Kinshasa   |
| 21   | Davanter        | Etepe Kakoko         | 22 de novembre 1950 | -               | Imana Kinshasa     |
| 22   | Porter          | Otepa Kalambay       | 12 de novembre 1948 | -               | Mazembe Lubumbashi |
| Ent. | Blagoja Vidinić | Blagoja Vidinić      | Blagoja Vidinić     | Blagoja Vidinić | Blagoja Vidinić    |

## Països Baixos
| #    | Posició       | Nom                  | Naixement           | P. Sel.       | Club              |
| ---- | ------------- | -------------------- | ------------------- | ------------- | ----------------- |
| 1    | Davanter      | Ruud Geels           | 28 de juliol 1948   | 3             | Club Brugge       |
| 2    | Migcampista   | Arie Haan            | 16 de novembre 1948 | 10            | Ajax Amsterdam    |
| 3    | Migcampista   | Willem van Hanegem   | 20 de febrer 1944   | 29            | Feyenoord         |
| 4    | Defensa       | Kees van Ierssel     | 6 de desembre 1945  | 4             | F.C. Twente       |
| 5    | Defensa       | Rinus Israël         | 19 de març 1943     | 44            | Feyenoord         |
| 6    | Migcampista   | Wim Jansen           | 28 d'octubre 1946   | 25            | Feyenoord         |
| 7    | Migcampista   | Theo de Jong         | 11 d'agost 1947     | 8             | Feyenoord         |
| 8    | Porter        | Jan Jongbloed        | 25 de novembre 1940 | 2             | F.C. Amsterdam    |
| 9    | Davanter      | Piet Keizer          | 14 de juny 1943     | 33            | Ajax Amsterdam    |
| 10   | Migcampista   | René van de Kerkhof  | 16 de setembre 1951 | 5             | PSV Eindhoven     |
| 11   | Migcampista   | Willy van de Kerkhof | 16 de setembre 1951 | 1             | PSV Eindhoven     |
| 12   | Defensa       | Ruud Krol            | 24 de març 1949     | 20            | Ajax Amsterdam    |
| 13   | Migcampista   | Johan Neeskens       | 15 de setembre 1951 | 17            | Ajax Amsterdam    |
| 14   | Davanter      | Johan Cruijff        | 25 d'abril 1947     | 28            | F.C. Barcelona    |
| 15   | Davanter      | Rob Rensenbrink      | 3 de juliol 1947    | 13            | R.S.C. Anderlecht |
| 16   | Davanter      | Johnny Rep           | 25 de novembre 1951 | 5             | Ajax Amsterdam    |
| 17   | Defensa       | Wim Rijsbergen       | 18 de gener 1952    | 1             | Feyenoord         |
| 18   | Porter        | Piet Schrijvers      | 15 de desembre 1946 | 5             | F.C. Twente       |
| 19   | Defensa       | Pleun Strik          | 27 de maig 1944     | 8             | PSV Eindhoven     |
| 20   | Defensa       | Wim Suurbier         | 16 de gener 1945    | 27            | Ajax Amsterdam    |
| 21   | Porter        | Eddy Treijtel        | 28 de maig 1946     | 4             | Feyenoord         |
| 22   | Defensa       | Harry Vos            | 4 de setembre 1946  | 0             | Feyenoord         |
| Ent. | Rinus Michels | Rinus Michels        | Rinus Michels       | Rinus Michels | Rinus Michels     |

Els jugadors van ser numerats alfabèticament, excepte Johan Cruijff que va rebre el seu tradicional 14.

## Suècia
| #    | Posició       | Nom                 | Naixement           | P. Sel.       | Club           |
| ---- | ------------- | ------------------- | ------------------- | ------------- | -------------- |
| 1    | Porter        | Ronnie Hellström    | 21 de febrer 1949   | -             | Hammarby       |
| 2    | Defensa       | Jan Olsson          | 30 de març 1942     | -             | Åtvidaberg     |
| 3    | Defensa       | Kent Karlsson       | 25 de novembre 1945 | -             | Åtvidaberg     |
| 4    | Defensa       | Björn Nordqvist     | 6 d'octubre 1942    | -             | PSV Eindhoven  |
| 5    | Defensa       | Björn Andersson     | 20 de juliol 1951   | -             | Östers         |
| 6    | Migcampista   | Ove Grahn           | 9 de maig 1943      | -             | Grasshoppers   |
| 7    | Migcampista   | Bo Larsson          | 5 de maig 1944      | -             | Malmö          |
| 8    | Migcampista   | Conny Torstensson   | 28 d'agost 1949     | -             | Bayern München |
| 9    | Davanter      | Ove Kindvall        | 16 de maig 1943     | -             | IFK Norrköping |
| 10   | Davanter      | Ralf Edström        | 7 d'octubre 1952    | -             | PSV Eindhoven  |
| 11   | Davanter      | Roland Sandberg     | 16 de desembre 1946 | -             | Kaiserslautern |
| 12   | Porter        | Sven-Gunnar Larsson | 10 de maig 1940     | -             | Örebro         |
| 13   | Defensa       | Roland Grip         | 1 de gener 1941     | -             | AIK Solna      |
| 14   | Defensa       | Staffan Tapper      | 10 de juliol 1948   | -             | Malmö          |
| 15   | Migcampista   | Benno Magnusson     | 4 de febrer 1953    | -             | Kaiserslautern |
| 16   | Migcampista   | Inge Ejderstedt     | 24 de desembre 1946 | -             | Östers         |
| 17   | Porter        | Göran Hagberg       | 8 de novembre 1947  | -             | Östers         |
| 18   | Defensa       | Jörgen Augustsson   | 28 d'octubre 1952   | -             | Åtvidaberg     |
| 19   | Migcampista   | Claes Cronqvist     | 15 d'octubre 1944   | -             | Djurgården     |
| 20   | Migcampista   | Sven Lindman        | 19 d'abril 1942     | -             | Djurgården     |
| 21   | Migcampista   | Örjan Persson       | 27 d'agost 1942     | -             | Örgryte        |
| 22   | Migcampista   | Thomas Ahlström     | 17 de juliol 1952   | -             | Elfsborg       |
| Ent. | Georg Ericson | Georg Ericson       | Georg Ericson       | Georg Ericson | Georg Ericson  |

## Uruguai
| #    | Posició       | Nom                    | Naixement          | P. Sel.       | Club              |
| ---- | ------------- | ---------------------- | ------------------ | ------------- | ----------------- |
| 1    | Porter        | Ladislao Mazurkiewicz  | 14 de febrer 1945  | -             | Atlético Mineiro  |
| 2    | Defensa       | Baudilio Jáuregui      | 9 de juliol 1945   | -             | River Plate       |
| 3    | Defensa       | Juan Masnik            | 2 de març 1943     | -             | Nacional          |
| 4    | Defensa       | Pablo Forlán           | 14 de juliol 1945  | -             | São Paulo         |
| 5    | Defensa       | Julio Montero Castillo | 25 d'abril 1944    | -             | Nacional          |
| 6    | Defensa       | Ricardo Pavoni         | 8 de juliol 1943   | -             | Independiente     |
| 7    | Migcampista   | Luis Cubilla           | 28 de març 1940    | -             | Nacional          |
| 8    | Migcampista   | Víctor Espárrago       | 6 d'octubre 1944   | -             | Sevilla           |
| 9    | Davanter      | Fernando Morena        | 2 de febrer 1952   | -             | Peñarol           |
| 10   | Migcampista   | Pedro Rocha            | 3 de desembre 1942 | -             | São Paulo         |
| 11   | Davanter      | Rubén Corbo            | 20 de gener 1952   | -             | Peñarol           |
| 12   | Porter        | Héctor Santos          | 29 d'octubre 1944  | -             | Alianza Lima      |
| 13   | Defensa       | Gustavo de Simone      | 23 d'abril 1948    | -             | Defensor Sporting |
| 14   | Defensa       | Luis Garisto           | 3 de desembre 1945 | -             | Peñarol           |
| 15   | Defensa       | Mario González         | 27 de maig 1950    | -             | Peñarol           |
| 16   | Migcampista   | Alberto Cardaccio      | 26 d'agost 1949    | -             | Danubio           |
| 17   | Migcampista   | Julio César Jiménez    | 27 d'agost 1954    | -             | Peñarol           |
| 18   | Migcampista   | Walter Mantegazza      | 17 de juny 1952    | -             | Nacional          |
| 19   | Davanter      | Denis Milar            | 20 de juny 1952    | -             | Liverpool         |
| 20   | Davanter      | Juan Silva             | 30 d'agost 1948    | -             | Peñarol           |
| 21   | Davanter      | José Gómez             | 23 d'octubre 1949  | -             | Cerro             |
| 22   | Porter        | Gustavo Fernández      | 16 de febrer 1952  | -             | Rentistas         |
| Ent. | Roberto Porta | Roberto Porta          | Roberto Porta      | Roberto Porta | Roberto Porta     |

## Bulgària
| #    | Posició         | Nom               | Naixement           | P. Sel.         | Club                |
| ---- | --------------- | ----------------- | ------------------- | --------------- | ------------------- |
| 1    | Porter          | Rumen Goranov     | 17 de març 1950     | -               | Lokomotiv Sofia     |
| 2    | Defensa         | Ivan Zafirov      | 30 de desembre 1947 | -               | CSKA Sofia          |
| 3    | Defensa         | Dobromir Zhechev  | 12 de novembre 1942 | -               | Levski Sofia        |
| 4    | Migcampista     | Stefan Velichkov  | 15 de febrer 1949   | -               | Etar Veliko Tarnovo |
| 5    | Migcampista     | Bozhil Kolev      | 20 de maig 1949     | -               | CSKA Sofia          |
| 6    | Defensa         | Dimitar Penev     | 12 de juliol 1945   | -               | CSKA Sofia          |
| 7    | Defensa         | Voyn Voynov       | 7 de setembre 1952  | -               | Levski Sofia        |
| 8    | Migcampista     | Khristo Bónev     | 3 de febrer 1947    | -               | Lokomotiv Plovdiv   |
| 9    | Davanter        | Atanas Mihailov   | 4 de juliol 1949    | -               | Lokomotiv Sofia     |
| 10   | Migcampista     | Ivan Stoyanov     | 20 de gener 1949    | -               | Levski Sofia        |
| 11   | Migcampista     | Georgi Denev      | 18 d'abril 1950     | -               | CSKA Sofia          |
| 12   | Defensa         | Stefan Aladzhov   | 18 d'octubre 1947   | -               | CSKA Sofia          |
| 13   | Defensa         | Mladen Vasilev    | 29 de juliol 1947   | -               | Akademik Sofia      |
| 14   | Davanter        | Kiril Milanov     | 17 d'octubre 1948   | -               | Levski Sofia        |
| 15   | Davanter        | Pavel Panov       | 14 de setembre 1950 | -               | Levski Sofia        |
| 16   | Davanter        | Bozhidar Grigorov | 27 de juliol 1945   | -               | Slavia Sofia        |
| 17   | Migcampista     | Asparuh Nikodimov | 21 d'agost 1945     | -               | CSKA Sofia          |
| 18   | Defensa         | Tsonyo Vasilev    | 7 de gener 1952     | -               | CSKA Sofia          |
| 19   | Defensa         | Kiril Ivkov       | 21 de juny 1946     | -               | Levski Sofia        |
| 20   | Davanter        | Krasimir Borisov  | 8 d'abril 1950      | -               | Levski Sofia        |
| 21   | Porter          | Stefan Staykov    | 3 d'octubre 1949    | -               | Levski Sofia        |
| 22   | Porter          | Simeon Simeonov   | 26 d'abril 1946     | -               | Slavia Sofia        |
| Ent. | Hristo Mladenov | Hristo Mladenov   | Hristo Mladenov     | Hristo Mladenov | Hristo Mladenov     |

## Polònia
| #    | Posició          | Nom                | Naixement           | P. Sel.          | Club             |
| ---- | ---------------- | ------------------ | ------------------- | ---------------- | ---------------- |
| 1    | Porter           | Andrzej Fischer    | 15 de gener 1952    | -                | Górnik Zabrze    |
| 2    | Porter           | Jan Tomaszewski    | 9 de gener 1948     | -                | ŁKS Łódź         |
| 3    | Porter           | Zygmunt Kalinowski | 2 de maig 1949      | -                | Śląsk Wrocław    |
| 4    | Defensa          | Antoni Szymanowski | 13 de gener 1951    | -                | Wisła Kraków     |
| 5    | Defensa          | Zbigniew Gut       | 17 d'abril 1949     | -                | Odra Opole       |
| 6    | Defensa          | Jerzy Gorgoń       | 18 de juliol 1949   | -                | Górnik Zabrze    |
| 7    | Migcampista      | Henryk Wieczorek   | 14 de desembre 1949 | -                | Górnik Zabrze    |
| 8    | Defensa          | Mirosław Bulzacki  | 23 d'octubre 1951   | -                | ŁKS Łódź         |
| 9    | Defensa          | Władysław Żmuda    | 6 de juny 1954      | -                | Gwardia Warszawa |
| 10   | Defensa          | Adam Musiał        | 18 de desembre 1948 | -                | Wisła Kraków     |
| 11   | Migcampista      | Lesław Ćmikiewicz  | 3 de maig 1947      | -                | Legia Warszawa   |
| 12   | Migcampista      | Kazimierz Deyna    | 23 d'octubre 1947   | -                | Legia Warszawa   |
| 13   | Migcampista      | Henryk Kasperczak  | 10 de juliol 1946   | -                | Stal Mielec      |
| 14   | Migcampista      | Zygmunt Maszczyk   | 3 de maig 1945      | -                | Ruch Chorzów     |
| 15   | Davanter         | Roman Jakóbczak    | 26 de febrer 1946   | -                | Lech Poznań      |
| 16   | Davanter         | Grzegorz Lato      | 8 d'abril 1950      | -                | Stal Mielec      |
| 17   | Davanter         | Andrzej Szarmach   | 3 d'octubre 1950    | -                | Górnik Zabrze    |
| 18   | Davanter         | Robert Gadocha     | 10 de gener 1946    | -                | Legia Warszawa   |
| 19   | Davanter         | Jan Domarski       | 28 d'octubre 1946   | -                | Stal Mielec      |
| 20   | Davanter         | Zdzisław Kapka     | 7 de desembre 1954  | -                | Wisła Kraków     |
| 21   | Davanter         | Kazimierz Kmiecik  | 19 de setembre 1951 | -                | Wisła Kraków     |
| 22   | Davanter         | Marek Kusto        | 29 d'abril 1954     | -                | Wisła Kraków     |
| Ent. | Kazimierz Górski | Kazimierz Górski   | Kazimierz Górski    | Kazimierz Górski | Kazimierz Górski |

## Itàlia
| #    | Posició              | Nom                  | Naixement            | P. Sel.              | Club                 |
| ---- | -------------------- | -------------------- | -------------------- | -------------------- | -------------------- |
| 1    | Porter               | Dino Zoff            | 28 de febrer 1942    | 32                   | FC Juventus          |
| 2    | Defensa              | Luciano Spinosi      | 9 de maig 1950       | 16                   | FC Juventus          |
| 3    | Defensa              | Giacinto Facchetti   | 18 de juliol 1942    | 73                   | FC Inter de Milà     |
| 4    | Defensa              | Romeo Benetti        | 20 d'octubre 1945    | 15                   | AC Milan             |
| 5    | Defensa              | Francesco Morini     | 12 d'agost 1944      | 6                    | FC Juventus          |
| 6    | Defensa              | Tarcisio Burgnich    | 25 d'abril 1939      | 63                   | FC Inter de Milà     |
| 7    | Migcampista          | Sandro Mazzola       | 8 de novembre 1942   | 67                   | FC Inter de Milà     |
| 8    | Migcampista          | Fabio Capello        | 18 de juny 1946      | 16                   | FC Juventus          |
| 9    | Davanter             | Giorgio Chinaglia    | 24 de gener 1947     | 9                    | Lazio                |
| 10   | Migcampista          | Gianni Rivera        | 18 d'agost 1943      | 58                   | AC Milan             |
| 11   | Davanter             | Luigi Riva           | 7 de novembre 1944   | 40                   | Cagliari             |
| 12   | Porter               | Enrico Albertosi     | 2 de novembre 1939   | 34                   | Cagliari             |
| 13   | Defensa              | Giuseppe Sabadini    | 26 de març 1949      | 4                    | AC Milan             |
| 14   | Defensa              | Mauro Bellugi        | 7 de febrer 1950     | 7                    | FC Inter de Milà     |
| 15   | Defensa              | Giuseppe Wilson      | 27 d'octubre 1945    | 1                    | Lazio                |
| 16   | Defensa              | Antonio Juliano      | 1 de gener 1943      | 17                   | Napoli               |
| 17   | Migcampista          | Luciano Re Cecconi   | 1 de desembre 1948   | 0                    | Lazio                |
| 18   | Migcampista          | Franco Causio        | 1 de febrer 1949     | 10                   | FC Juventus          |
| 19   | Davanter             | Pietro Anastasi      | 7 d'abril 1948       | 20                   | FC Juventus          |
| 20   | Davanter             | Roberto Boninsegna   | 13 de novembre 1943  | 18                   | FC Inter de Milà     |
| 21   | Davanter             | Paolo Pulici         | 27 d'abril 1950      | 3                    | Torino               |
| 22   | Porter               | Luciano Castellini   | 12 de desembre 1945  | 0                    | Torino               |
| Ent. | Ferruccio Valcareggi | Ferruccio Valcareggi | Ferruccio Valcareggi | Ferruccio Valcareggi | Ferruccio Valcareggi |

## Argentina
| #    | Posició       | Nom                   | Naixement           | P. Sel.       | Club            |
| ---- | ------------- | --------------------- | ------------------- | ------------- | --------------- |
| 1    | Porter        | Daniel Carnevali      | 4 de desembre 1946  | -             | Las Palmas      |
| 2    | Davanter      | Rubén Ayala           | 8 de gener 1950     | -             | Atlético Madrid |
| 3    | Migcampista   | Carlos Babington      | 20 de setembre 1949 | -             | Huracán         |
| 4    | Davanter      | Agustín Balbuena      | 1 de setembre 1945  | -             | Independiente   |
| 5    | Defensa       | Ángel Bargas          | 29 d'octubre 1946   | -             | Nantes          |
| 6    | Migcampista   | Miguel Ángel Brindisi | 8 d'octubre 1950    | -             | Huracán         |
| 7    | Defensa       | Jorge Carrascosa      | 15 d'agost 1948     | -             | Huracán         |
| 8    | Migcampista   | Enrique Chazarreta    | 29 de juliol 1947   | -             | San Lorenzo     |
| 9    | Defensa       | Rubén Glaria          | 10 de març 1948     | -             | San Lorenzo     |
| 10   | Defensa       | Ramón Heredia         | 26 de febrer 1951   | -             | Atlético Madrid |
| 11   | Davanter      | René Houseman         | 19 de juliol 1953   | -             | Huracán         |
| 12   | Porter        | Ubaldo Fillol         | 21 de juliol 1950   | -             | River Plate     |
| 13   | Davanter      | Mario Kempes          | 15 de juliol 1954   | -             | Rosario Central |
| 14   | Defensa       | Roberto Perfumo       | 3 d'octubre 1942    | -             | Cruzeiro        |
| 15   | Davanter      | Aldo Poy              | 14 de setembre 1945 | -             | Rosario Central |
| 16   | Defensa       | Francisco Sá          | 25 d'octubre 1945   | -             | Independiente   |
| 17   | Migcampista   | Carlos Squeo          | 4 de juny 1948      | -             | Racing Club     |
| 18   | Migcampista   | Roberto Telch         | 6 de novembre 1943  | -             | San Lorenzo     |
| 19   | Migcampista   | Néstor Togneri        | 27 de novembre 1942 | -             | Estudiantes     |
| 20   | Defensa       | Enrique Wolff         | 21 de febrer 1949   | -             | River Plate     |
| 21   | Porter        | Miguel Ángel Santoro  | 27 de febrer 1942   | -             | Independiente   |
| 22   | Davanter      | Héctor Yazalde        | 29 de maig 1946     | -             | Sporting CP     |
| Ent. | Vladislao Cap | Vladislao Cap         | Vladislao Cap       | Vladislao Cap | Vladislao Cap   |

## Haití
| #    | Posició       | Nom                   | Naixement           | P. Sel.       | Club                |
| ---- | ------------- | --------------------- | ------------------- | ------------- | ------------------- |
| 1    | Porter        | Henri Françillon      | 26 de maig 1946     | -             | Victory FC          |
| 2    | Porter        | Wilner Piquant        | 12 d'octubre 1949   | -             | Violette            |
| 3    | Defensa       | Arsène Auguste        | 3 de febrer 1951    | -             | Racing Club Haïtien |
| 4    | Defensa       | Fritz André           | 18 de setembre 1946 | -             | Violette            |
| 5    | Defensa       | Serge Ducosté         | 4 de febrer 1944    | -             | Aigle Noir          |
| 6    | Defensa       | Pierre Bayonne        | 11 de juny 1949     | -             | Violette            |
| 7    | Migcampista   | Philippe Vorbe        | 14 de setembre 1947 | -             | Violette            |
| 8    | Migcampista   | Jean-Claude Désir     | 8 d'agost 1946      | -             | Aigle Noir          |
| 9    | Migcampista   | Eddy Antoine          | 27 d'agost 1949     | -             | Racing Club Haïtien |
| 10   | Migcampista   | Guy François          | 18 de setembre 1947 | -             | Violette            |
| 11   | Davanter      | Guy Saint-Vil         | 21 d'octubre 1942   | -             | Racing Club Haïtien |
| 12   | Migcampista   | Ernst Jean-Joseph     | 11 de juny 1948     | -             | Violette            |
| 13   | Defensa       | Serge Racine          | 9 d'octubre 1951    | -             | Aigle Noir          |
| 14   | Defensa       | Wilner Nazaire        | 30 de març 1950     | -             | Valenciennes        |
| 15   | Davanter      | Roger Saint-Vil       | 8 de desembre 1949  | -             | Archibald FC        |
| 16   | Davanter      | Fritz Leandré         | 13 de març 1948     | -             | Racing Club Haïtien |
| 17   | Migcampista   | Joseph-Marion Leandré | 9 de maig 1945      | -             | Racing Club Haïtien |
| 18   | Davanter      | Claude Barthélemy     | 9 de maig 1945      | -             | Racing Club Haïtien |
| 19   | Defensa       | Jean-Herbert Austin   | 23 de febrer 1950   | -             | Violette            |
| 20   | Davanter      | Emmanuel Sanon        | 25 de juny 1951     | -             | Don Bosco           |
| 21   | Defensa       | Wilfried Louis        | 25 d'octubre 1949   | -             | Don Bosco           |
| 22   | Porter        | Gérard Joseph         | 22 d'octubre 1949   | -             | Racing Club Haïtien |
| Ent. | Antoine Tassy | Antoine Tassy         | Antoine Tassy       | Antoine Tassy | Antoine Tassy       |